# Guadalix de la Sierra
Guadalix de la Sierra ist eine Gemeinde in der Autonomen Gemeinschaft Madrid in Spanien. Die Gemeinde gehört zur Comarca Cuenca Alta del Manzanares.

## Geographie

### Nachbargemeinden
Guadalix de la Sierra grenzt im Norden an Navalafuente, Cabanillas de la Sierra, im Nordosten an Venturada, im Osten an El Vellón, im Südosten an Pedrezuela, im Süden an Colmenar Viejo, im Westen an Miraflores de la Sierra und im Nordwesten an Bustarviejo.

## Bevölkerung
Am 1. Januar 2006 lebten in Guadalix de la Sierra 5.099 Personen (2005: 4.963), davon 2.628 Männer und 2.471 Frauen. 13,8 % waren Ausländer (3,2 % aus Amerika, 5,98 % aus Afrika und 0,14 % aus Asien).

## Politik

### Gemeinderat
Die Gemeindewahlen im Mai 2007 gewann der Partido Popular (Volkspartei) und erhielt 8 Gemeinderäte. Die PSOE (Sozialdemokraten) gewann 3 Sitze, auf Izquierda Unida (Linke) und CIGS entfiel jeweils 1 Sitz.
| Gemeindewahlen  | 1987 | 1991 | 1995 | 1999 | 2001 | 2007 |
| Izquierda Unida | 1    | 2    | 2    | 1    | 1    | 1    |
| Partido Popular | 4    | 5    | 4    | 4    | 5    | 8    |
| PSOE            | 3    | 2    | 2    | 3    | 4    | 3    |
| andere          | 1    | 0    | 3    | 3    | 1    | 1    |
| total           | 9    | 9    | 11   | 11   | 11   | 13   |

Bürgermeister ist Ángel Luis García Yuste.

## Kultur und Sehenswürdigkeiten

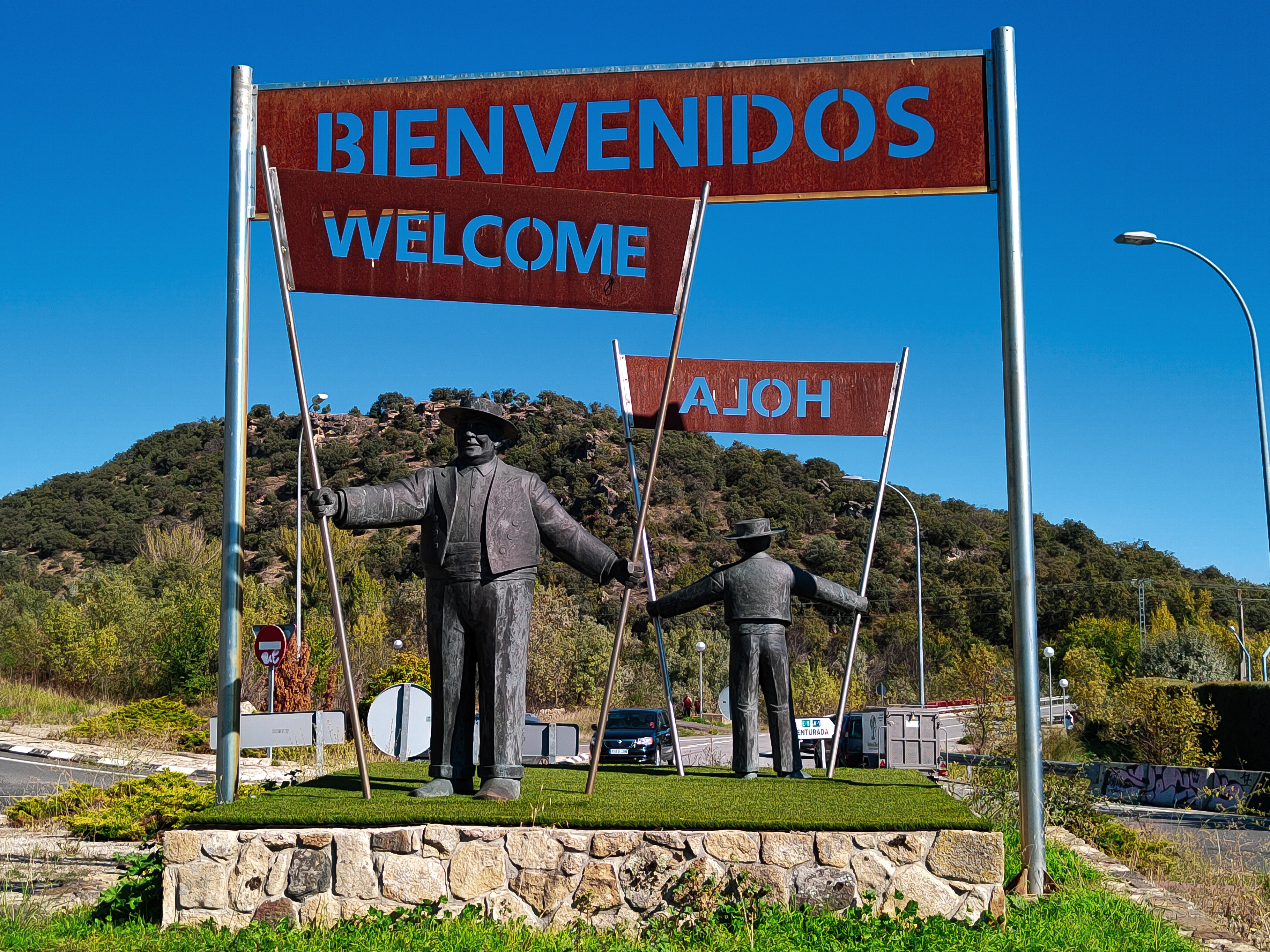
Figurenensemble zur Erinnerung an die Dreharbeiten für den Film Willkommen, Mr. Marshall (1953)

### Denkmäler
In Guadalix wurde die legendäre spanische Filmsatire Bienvenido, Mister Marshall (1953) gedreht. Eine Figurengruppe an der nordwestlichen Ortseinfahrt (Landstraße M-608) erinnert an die Dreharbeiten.

### Stadtfeste

#### Tag der Tortilla
Der Tag der Tortilla wird am Karnevalsdienstag gefeiert. Alle Einwohner fahren aufs Land und essen Tortilla. Am Nachmittag beginnt der Karnevalsumzug mit Preisen für die Teilnehmer und die besten Kostüme.

#### San Isidro (15. Mai)
Fest zu Ehren des Isidor von Madrid. Um 1 Uhr mittags wird eine Messe gehalten und danach findet eine Prozession zu Ehren des Heiligen statt. Die Bauern und Viehzüchter der Stadt begleiten den Zug gefolgt von der übrigen Bevölkerung und von unzähligen Pferden. Auf der Plaza Consistorial wird Limonade, Brot und Käse verteilt.

#### San Juan Bautista (24. Juni)
Fest zu Ehren von Johannes dem Täufer, dem Schutzpatron von Guadalix de la Sierra und Namensgeber der Pfarrkirche. Prozession mit dem Bildnis des Hl. Johannes als Kind, einem Werk des Bildhauers Mariano Rubio, einem Sohn der Stadt, bis zu den Ufern des Río Guadalix (Fluss G.). Das Bildnis des Heiligen geht ins Wasser des Flusses und tauft jeden, der seine Taufe erneuern möchte.

#### Patronalfeste der heiligen Jungfrau von Espinar (7. – 14. Juni)
Festival mit Prozessionen, Musikkapellen, Rinderragout mit Kartoffeln, Sportturnieren, Klettermast, Schachturniere, Volkstänzen und Stierkämpfen.

## Wirtschaft und Infrastruktur

### Verkehr
Über die in Ost-West-Richtung verlaufende Landstraße M-608 erreicht man in östlicher Richtung nach 6 km die Autovía del Norte (Nordautobahn) A-1, die in 50 km die Stadt Madrid erreicht.
Ein Eisenbahnanschluss besteht nicht.
Die Autobuslinie 726 fährt stündlich nach Nalvalafuente und halbstündlich nach Madrid. An den Wochenenden verkehrt die Linie auch nachts dreimal. Die Fahrt bis zur Plaza de Castilla im Norden der Stadt Madrid dauert 1 Stunde.

### Medien
Der Spanische Fernsehsender Telecinco produziert die Sendung „Gran Hermano“ (Big Brother) in Guadalix de la Sierra.